# 唐郡
唐郡（County Down；愛爾蘭語：Contae an Dúin，意即「堡壘」），也譯作邓恩郡，是北愛爾蘭阿爾斯特省的一個郡，位於北愛爾蘭東南部、愛爾蘭島最東端。面積2,448 km²，郡治唐帕特里克，1973年後不再具備行政功能。其名來自愛爾蘭語“dún”，意思是“堡壘”。